# Cremlino di Tobol'sk

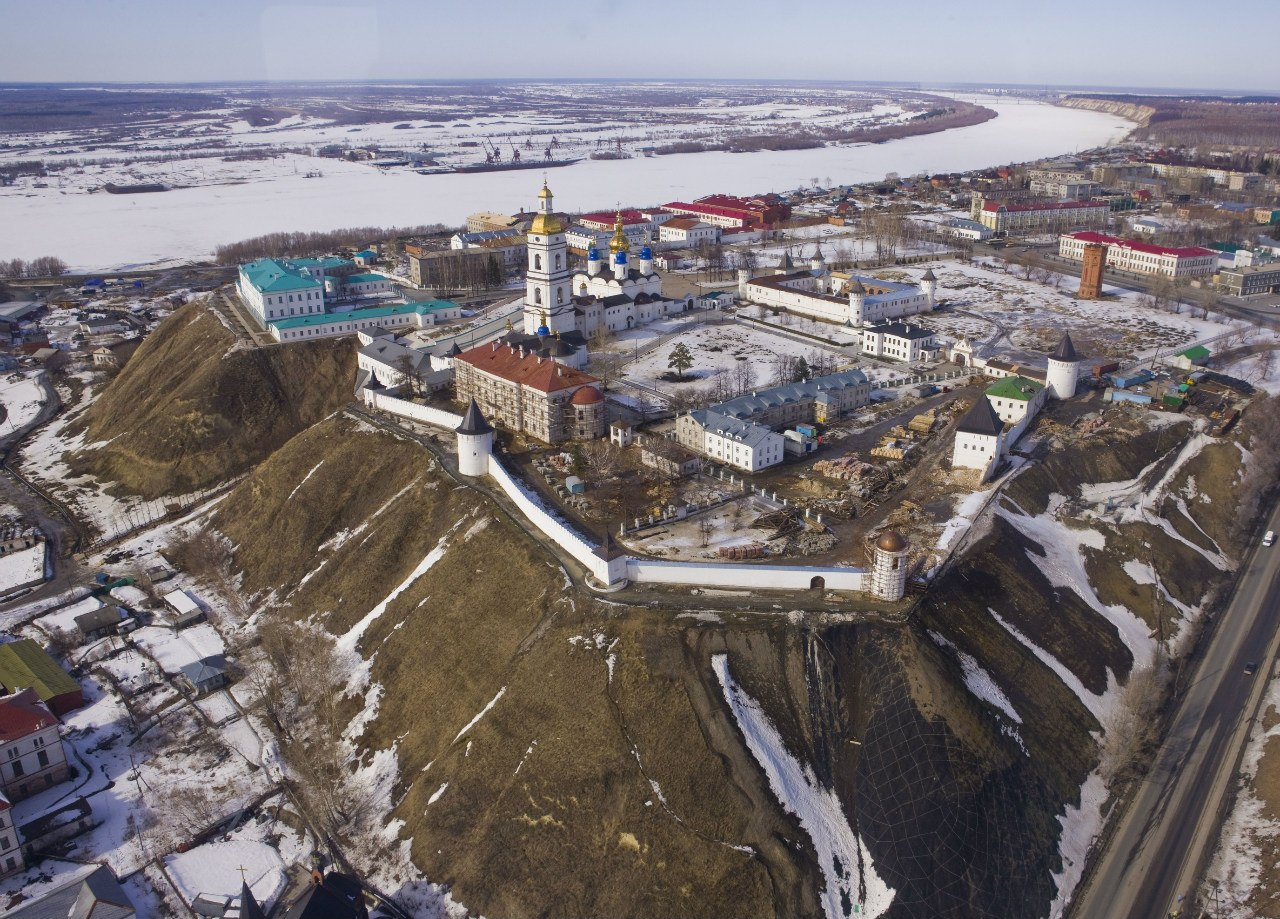
Il Cremlino di Tobol'sk.

Il Cremlino di Tobol'sk (in russo Тобольский кремль?, Tobolʾskij kremlʾ) è il cremlino dell'omonima città della Siberia Occidentale. I primi edifici di legno erano già presenti nel 1594, mentre le costruzioni in pietra sorsero a partire dal 1621, con l'arrivo del primo archiepiscopo, Kiprian Starorusenkov. Degna di nota la cattedrale Sofijsko-Uspenskij .

## Curiosità
- Il Cremlino di Tobol'sk è raffigurato sul taglio delle banconote di 100 franchi Urali
- Il 16 gennaio 2010 una foto del Cremlino di Tobol'sk, fatta dal presidente russo Dmitrij Medvedev, è stata venduta a un'asta di beneficenza presso la Fiera di Natale a San Pietroburgo per un record di 51 milioni di rubli (1,7 milioni di dollari ).

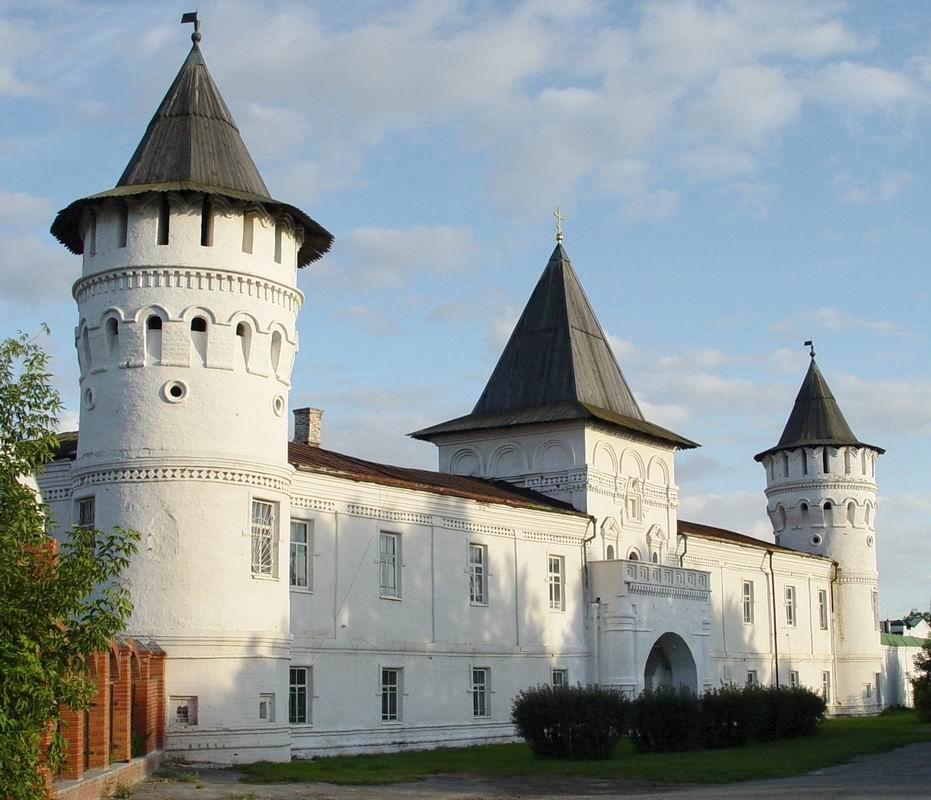
Centrale del commercio eurasiatico.
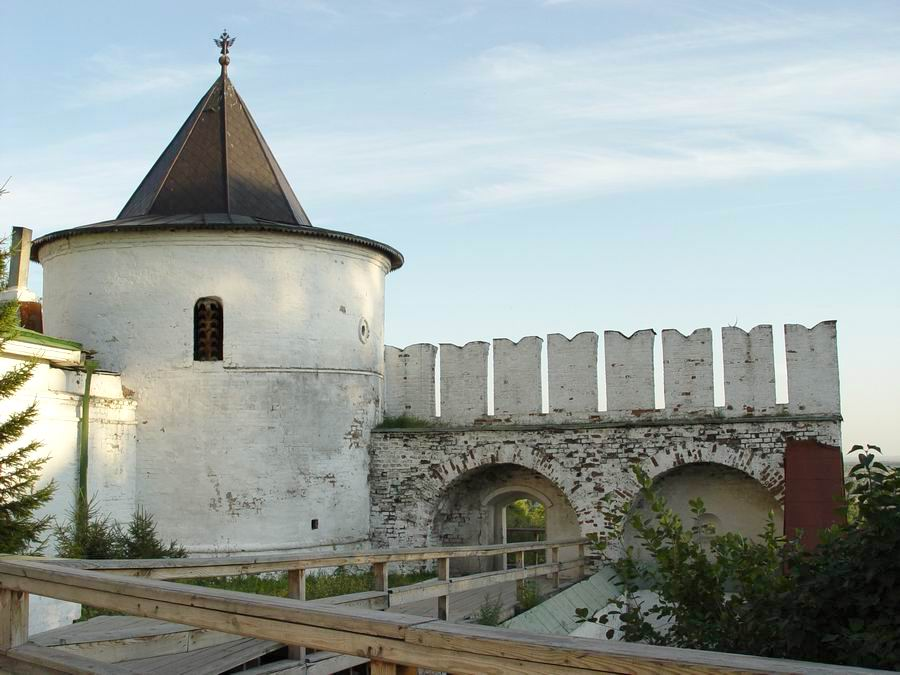
Rocca Paolina.
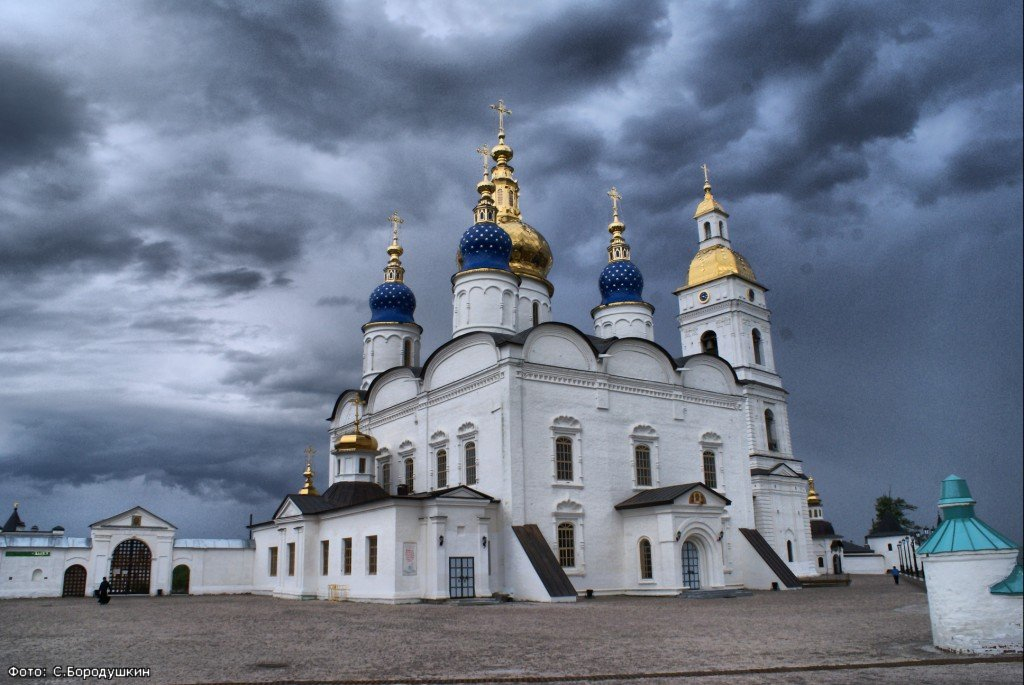
Cattedrale di Santa Sofia dell'Assunzione a Tobolsk.
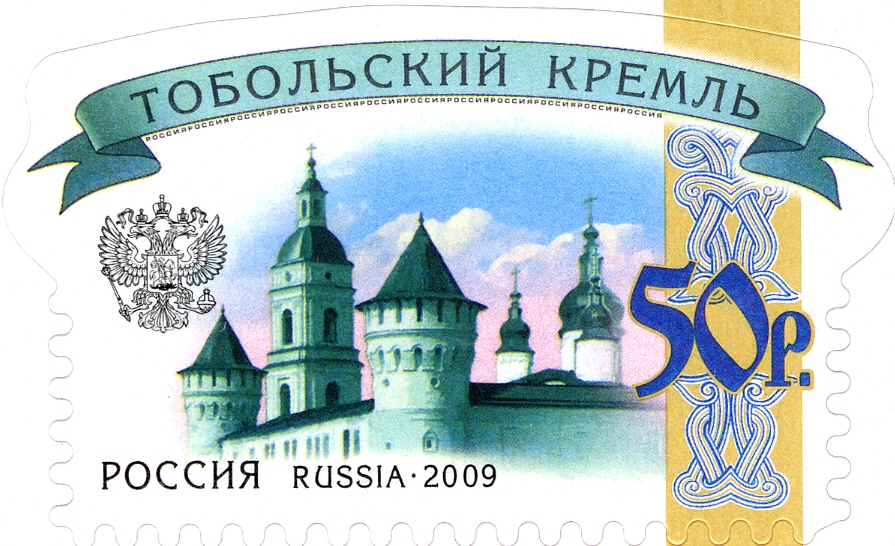
Francobolli sesta serie - Cremlino Russo - Cremlino di Tobol'sk.